# Булакай-хан
Булакай-хан (д/н — 1808) — хівинський хан у 1770 році.

## Життєпис
Син султана Єрали з Молодшого жуза. 1770 року за підтримки батька 1770 року повалив Джангир-хана, ставши правителем Хіви. Втім невдовзі вступив у конфлікт з впливовим інаком Мухаммад Амін-бієм, внаслідок чого Булакай-хана було нагнано з Хіви.
У 1780 році став султаном роду казахів-шомекей (4 тис. родин), що мешкали в нижній течії і Сирдарії і вздовж річки Іргіз, та частини каракалпаків (у них оголошений ханом) біля Жанадарії, найпівденнішого річища Сирдар'ї. Помер 1808 року.